# Ferdinando Forino
Ferdinando Forino (Napoli, 1837 – Roma, 6 dicembre 1905) è stato un musicista, violoncellista e compositore italiano, propugnatore della rinascita della musica strumentale in Italia, introdusse a Roma la scuola napoletana del violoncello..

## Biografia
Terminati gli studi musicali presso il Conservatorio di San Pietro a Majella di Napoli,dove apprese la tecnica del violoncello sotto la guida di Gaetano Ciandelli. Fece poi parte della Società del Quartetto di Napoli, fondato una ventina di anni prima, facendosi apprezzare come violoncellista a fianco di Alberto Boubée, suo ex compagno di conservatorio.
Nel 1863 fece la conoscenza del violinista romano Tullio Ramaciotti, durante un breve soggiorno di quest'ultimo a Napoli. I due musicisti si intesero presto e strinsero una fattiva amicizia che presto diede i suoi frutti. L'anno seguente, Ramaciotti, che era un deciso assertore della rinascita della musica strumentale in Italia, lo chiamò a Roma,  per far parte di un quartetto che aveva appena fondato; gli altri componenti di questa nuovo gruppo musicale erano Tito Monachesi, secondo violino e G. Throschel viola; occasionalmente il quartetto diveniva un quintetto con l'aggiunta del pianoforte di Enrico Gabrielli.Questa compagine cameristica doveva di lì a poco annoverare due dei maggiori esponenti della rinascita strumentale romana dell'Ottocento: Ettore Pinelli e Giovanni Sgambati .
Trasferitosi definitivamente nella capitale e nutrendo forte interesse per l'opera di divulgazione del repertorio cameristico europeo,Ferdinando Forino si dedicò ad una intensa attività concertistica divenendo in breve una figura di primo piano.
Nel 1867 fu nominato primo violoncello dell’orchestra del Teatro Teatro Apollo di Roma e nel 1877 gli fu offerta la cattedra di professore di violoncello presso il Liceo musicale di Santa Cecilia fondato in quegli anni.
La Regina Margherita di Savoia, appassionata musicofila, venuta a conoscenza dell'attività musicale di Sgambati, Forino e gli altri, li invitò a esibirsi a corte. I concerti erano tenuti nel Palazzo del Quirinale. Nel 1893 un Regio Decreto istituzionalizzò il Quintetto della Corte di Sua maestà la regina chiamato per semplicità Quintetto della Regina. A Ferdinando Forino subentrerà poi il figlio Luigi.
Autore di un Metodo completo per violoncello, adottato in molti istituti musicali, fu anche compositore ma si dedicò a questa attività solo saltuariamente. Di lui si ricordano un Concerto per violoncello e orchestra, numerose Sonate per violoncello e pianoforte e due parafrasi per violoncello e pianoforte su motivi celebri di opere di Giuseppe Verdi e Pietro Mascagni.

Morì a Roma il 6 dicembre 1905. 

### Annotazioni
1. ↑  «[Per] [...] iniziare i concerti di Musica da Camera in una sala di Via del Vantaggio e avviare una Società del Quartetto analoga a quella di Napoli...».
2. ↑  « [...] Non mancano violoncellisti antecedenti, ma una vera scuola si forma solo quando Ferdinando Forino, allievo di Ciandelli, importa da Napoli il suo metodo...».
3. ↑  In segno di gratitudine Sgambati dedicò alla Regina Margherita la propria Sinfonia n. 1 Op. 16.

### Fonti
1. 1 2 3 4 5   Franco Bruni, Alla voce Forino - Famiglia di musicisti attivi a Roma nel sec. XIX., su Treccani - Dizionario Biografico, vol. 49, 1º gennaio 1997.
2. 1 2   Enrica Donisi, La scuola violoncellistica di Gaetano Ciandelli, Bologna, Libreria Musicale Italiana, 2016,  p. 23.
3. ↑  Donisi 2016, p. 44.
4. 1 2   Sergio Martinotti, Ottocento strumentale italiano, Bologna, Forni Editore, 1972,  p. 155.
5. ↑  Donisi 2016 anno, p. 45.